# Marianne Farley
Marianne Farley, née Marianne Thérien à Montréal au Québec, est une actrice et réalisatrice canadienne.
Elle est principalement connue pour ses rôles de Gem Whitman dans Imaginaerum, Nicole Breen dans This Life (en), Dillan Vanderson dans Vampire High et Stella et Nancy dans The Intruder.

## Biographie

### Enfance et formation
Marianne Farley grandit au Québec au sein d'une famille d'artistes qui fait beaucoup de musique. Farley commence ainsi à chanter dès son plus jeune âge. Quand elle a 19 ans, elle fait la rencontre d'un couple possédant leur propre maison de disques. Elle collabore avec eux pour sortir le single Histoire sans prénom ainsi qu'un album musical. Plusieurs de ses chansons se classent dans le top 10. Elle signe ensuite un contrat d'enregistrement en France. Plus tard, Farley voulant devenir actrice, elle suit plusieurs ateliers où elle apprend le jeu.

### Carrière
En 1999, Farley joue Stella et Nancy Brooke dans Suspicion.
Lorsque Meghan Ory veut quitter Vampire High en 2002, les producteurs veulent introduire un autre personnage principal, Dillan Vanderson. Farley remporte le rôle après trois auditions. Puisque les producteurs recherchent une fille à l'air excentrique, Farley se teint les cheveux en rouge, s'inspirant du personnage de Lola ( Franka Potente) du film allemand Cours, Lola, cours. La série étant annulée, Farley ne participe qu'à six épisodes.
En 2014, Farley joue le rôle d'Anna dans Uvanga, réalisé par Hélène Cousineau et Madeline Ivalu. De 2014 à 2015, Farley joue Judith Laramée dans la série Mémoires vives de Radio-Canada. En 2015, elle tient le rôle de Julia dans quatre épisodes de la série Heroes Reborn. De 2015 à 2016, elle joue le rôle de Nicole Breen dans la série télévisée This Life,.
Farley travaille également comme productrice, réalisatrice et scénariste. En 2015, elle réalise le court métrage Saccage. En 2017, elle écrit et réalise le court métrage Marguerite, qui remporte une vingtaine de prix cinématographiques, est sélectionné dans environ 70 festivals de films et est nommé pour l'Oscar du meilleur court métrage en prises de vues réelles lors de la 91e cérémonie des Oscars.
Son film Frimas est sélectionné sur la liste restreinte des 15 films nommés aux Oscars pour le meilleur court-métrage en prises de vues réelles.
Le 2 décembre 2022, son premier long métrage, Au nord d'Albany (North of Albany) prend l'affiche au Québec. En 2024, elle réalise sa première série, FEM, diffusée sur les ondes d'Unis TV.

## Filmographie

### Cinéma
| An   | Titre                 | Rôle                   | Remarques                                 |
| ---- | --------------------- | ---------------------- | ----------------------------------------- |
| 1999 | Suspicion             | Stella et Nancy Brooke |                                           |
| 2004 | La Peau blanche       | Claire Lefrançois      |                                           |
| 2008 | Et après              | Judy                   |                                           |
| 2008 | La chorale de Noël    | Marilyne               | Téléfilm                                  |
| 2010 | Neige et cendres      | Stef                   |                                           |
| 2012 | Imaginaerum           | Gemme Whitman          |                                           |
| 2013 | Ouvanga               | Anne                   |                                           |
| 2015 | Ballet Meurtrier      | Sheila Majordome       |                                           |
| 2016 | 9, le film            | Vicky                  |                                           |
| 2017 | Marguerite            | NC                     | Court métrage; réalisatrice et scénariste |
| 2020 | Les Nôtres            | Isabelle Jodoin        |                                           |
| 2021 | Frimas                |                        | Court métrage : réalisatrice              |
| 2022 | Au nord d'Albany (en) |                        | Premier long métrage comme réalisatrice   |

### Télévision
| An        | Titre          | Rôle             | Remarques                  |
| --------- | -------------- | ---------------- | -------------------------- |
| 2002      | Vampire High   | Dillan Vanderson | 6 épisodes                 |
| 2007–2009 | Nos étés       | Lison Belzile    | 5 épisodes                 |
| 2009      | Le monsieur    | Kim Leviel       | 8 épisodes                 |
| 2012      | Les Rescapés   | Alexandra        | 5 épisodes                 |
| 2014      | 30 vies        | Lydia Anderson   | 8 épisodes                 |
| 2014-2015 | Mémoires vives | Judith Laramée   | 6 épisodes                 |
| 2015      | Heroes Reborn  | Julia            | 4 épisodes                 |
| 2015-2016 | Cette vie      | Nicole Breen     | 19 épisodes                |
| 2017      | Bellevue       | Jackie Edmonds   | 3 épisodes                 |
| 2024      | FEM            |                  | Réalisatrice : 10 épisodes |